# Franz von Schober

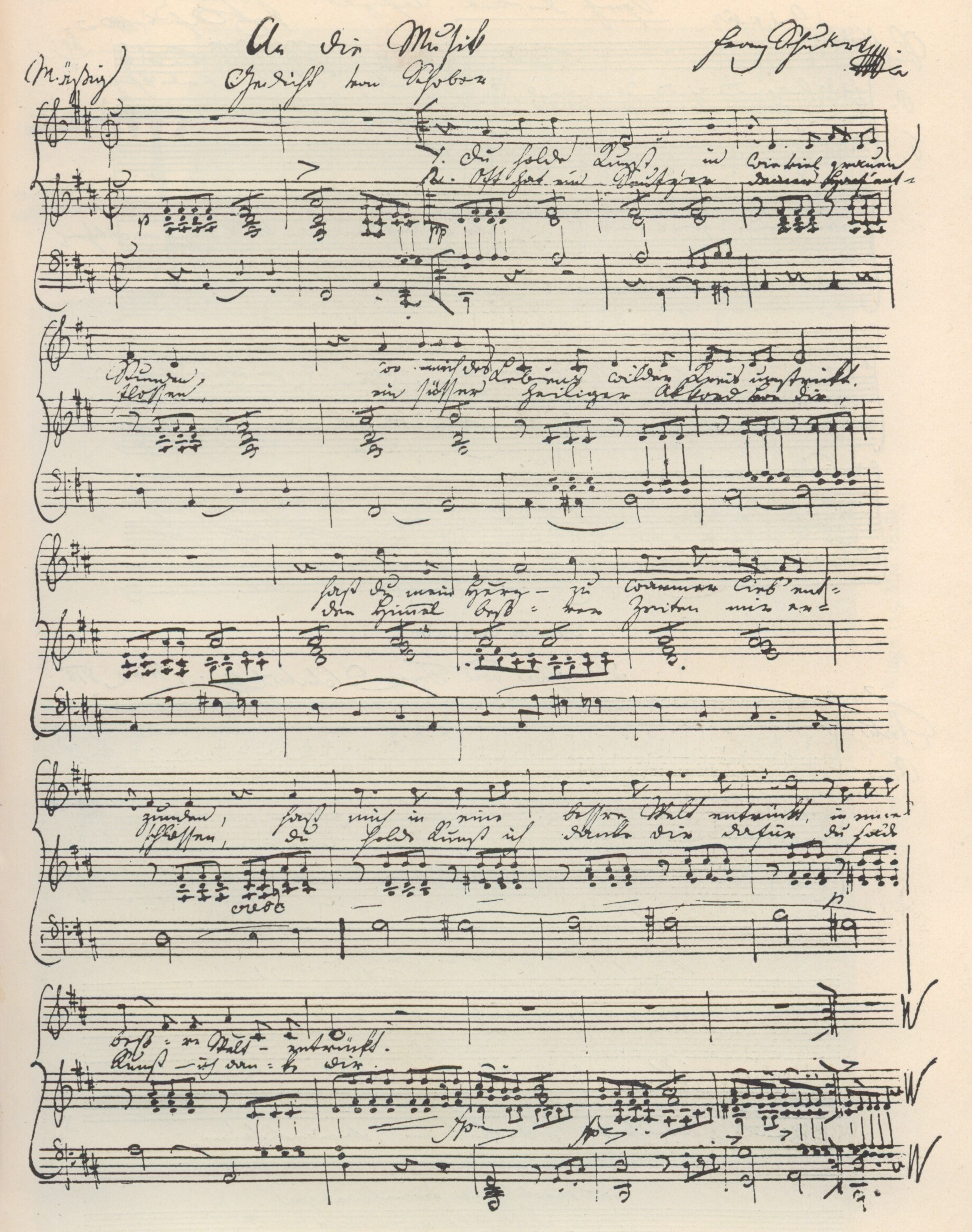
An die Musik, poema de Schober. Manuscrit autògraf de Schubert.

Franz Adolf Friedrich Schober, a partir de 1801 von Schober (17 de maig de 1796, Castell de Torup a Malmö, Suècia – 13 de setembre de 1882, Dresden), fou un poeta austríac, llibretista, litògraf, actor a Breslau i Legationsrat a Weimar.
Schober va néixer a Suècia, però era fill de pares austríacs. Educat a l'Escola Schnepfenthal Salzmann, a l'Akademisches Gymnasium (Vienna) i a l'Abadia de Kremsmünster, va retornar a Viena on va començar estudis de filosofia. A Viena va conèixer el compositor Franz Schubert, i el seu cercle d'amics: Johann Mayrhofer, Joseph von Spaun i els pintors Leopold Kupelwieser i Moritz von Schwind.
Entre 1823 i 1825, Schober era un actor al teatre de Breslau; el seu nom artístic era "Torupson". Durant la dècada de 1840, Schober era un amic proper de Franz Liszt. El 1856 es va casar amb Thekla von Gumpert. Posteriorment va viure a Budapest, Múnic i Dresden.
Schober escrivia poesia lírica i el 1821 s'encarregà del libretto de l'òpera de Franz Schubert Alfonso und Estrella i també és l'autor de diverses peces vocals.

## Publicacions
- Gedichte (1842)
- Gedichte (1865)